# دائرة الطاهير
دائرة الطاهير، إحدى دوائر ولاية جيجل الجزائرية . عاصمتها بلدية الطاهير.

## بلديات دائرة الطاهير
تتكون دائرة الطاهير من خمسة بلديات وهي :
- بلدية الطاهير
- بلدية الأمير عبد القادر
- بلدية وجانة
- بلدية الشحنة
- بلدية أولاد عسكر

## جغرافيا دائرة الطاهير

شارع المجاهدين ببلدية الطاهير.
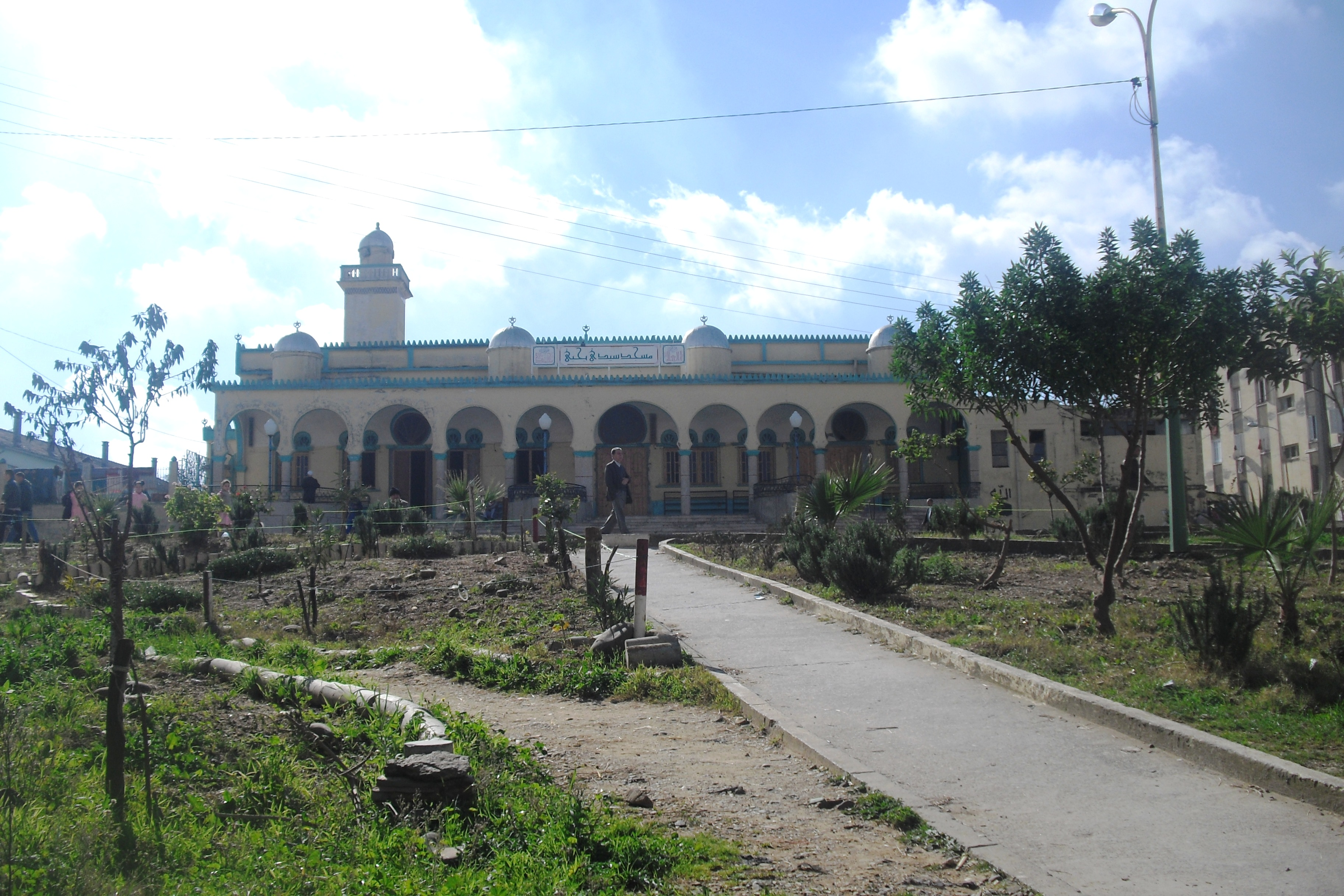
مسجد سيدي يحي بوسط مدينة بلدية الطاهير.
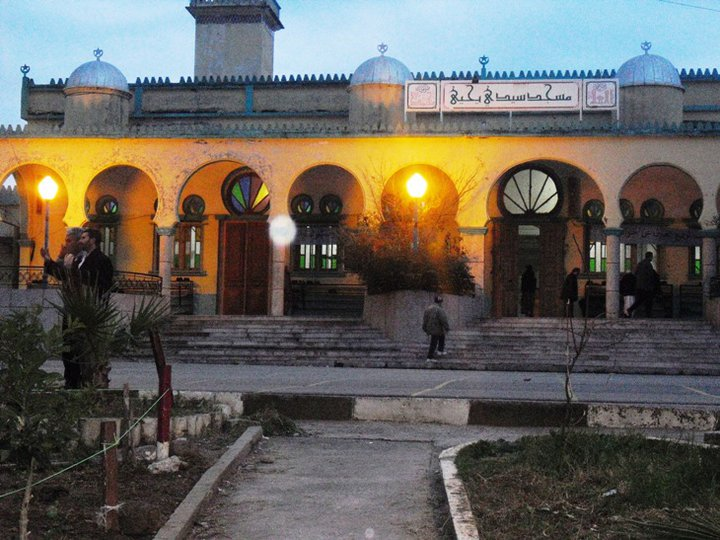
مسجد سيدي يحي خلال الليل ببلدية الطاهير.
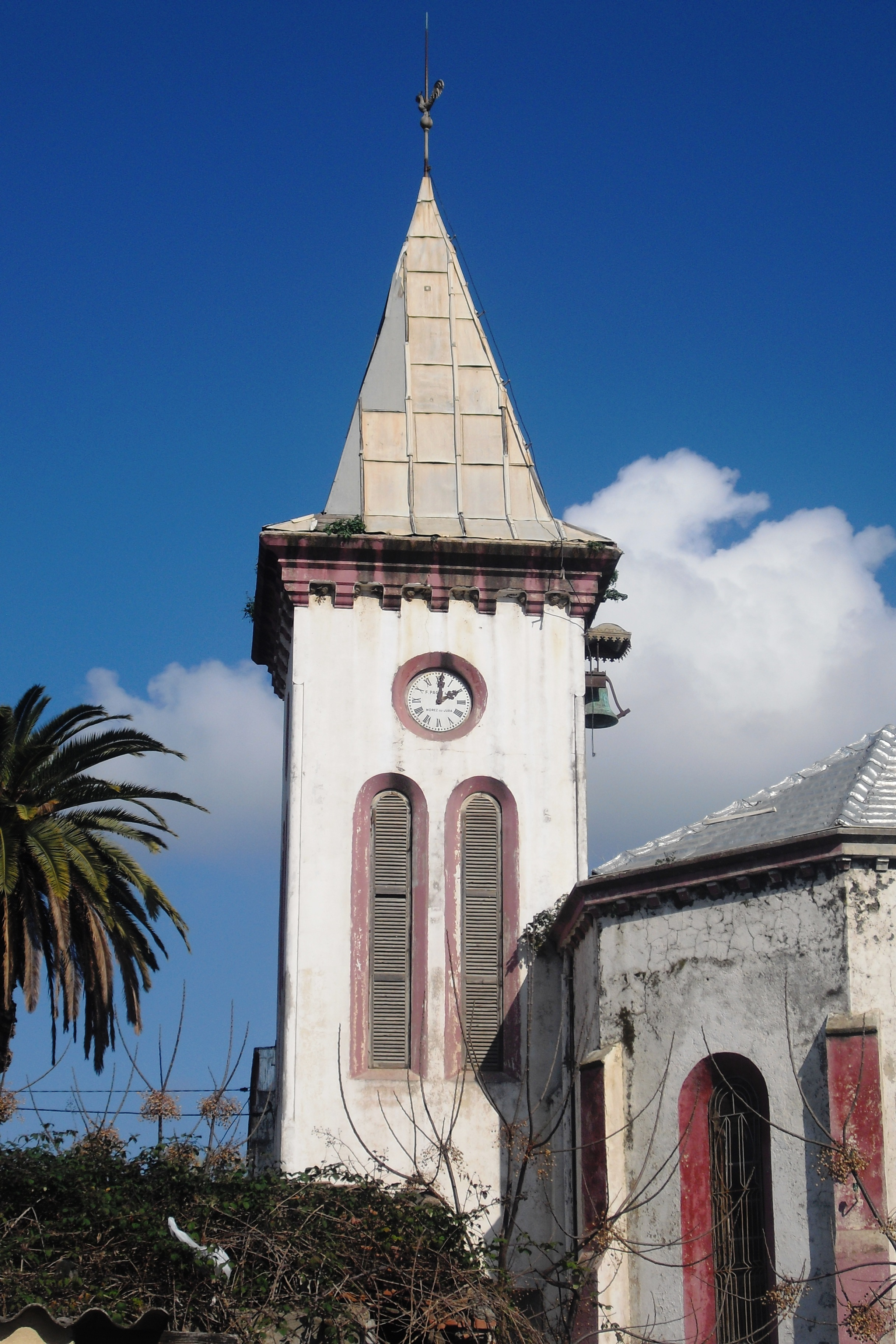
الكنيسة الفرنسية وسط مدينة بلدية الطاهير.

| من دوائر الجزائر دائرة الطاهير                                                                 |
| بلديات الدائرة                                                                                 |
| بلدية الطاهير بلدية الأمير عبد القادر · بلدية وجانة بلدية الشحنة · بلدية أولاد عسكر            |
| مدن الدائرة                                                                                    |
| الطاهير الأمير عبد القادر · وجانة · الشحنة · أولاد عسكر                                        |
| أحياء و قرى                                                                                    |
| الثلاثة (الطاهير) · الزاوية (الطاهير) تاسوست (الأمير عبد القادر) · بوحمدون (الأمير عبد القادر) |
| موضوعات ذات صلة                                                                                |
| مدن مقترحة لتصبح ولايات · دائرة الطاهير · ولاية جيجل · تاريخ جيجل · إذاعة جيجل · الجزائر       |